# Dobromierz (Sainte-Croix)
Pour l’article homonyme, voir Dobromierz.
Dobromierz est une localité polonaise de la gmina de Kluczewsko, située dans le powiat de Włoszczowa en voïvodie de Sainte-Croix.